# Saint-Seurin-de-Cadourne
Saint-Seurin-de-Cadourne är en kommun i departementet Gironde i regionen Nouvelle-Aquitaine i sydvästra Frankrike. Kommunen ligger i kantonen Pauillac som tillhör arrondissementet Lesparre-Médoc. År 2022 hade Saint-Seurin-de-Cadourne 701 invånare.

## Befolkningsutveckling
Antalet invånare i kommunen Saint-Seurin-de-Cadourne
Referens:INSEE